# آلوف

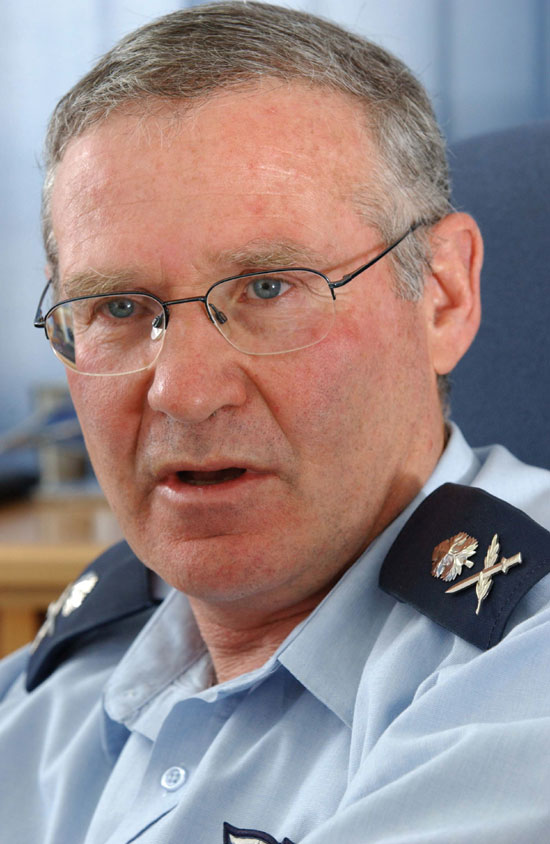
آلوف (ژنرال، سرلشکر) آموس یدلین IAF.

آلوف (عبری: אלוף) در درجه‌های نظامی نیروهای دفاعی اسرائیل، هم‌تراز ژنرال (ارتشبد) یا ادمیرال (دریابد) «برای نیروی دریایی» در دیگر کشورهاست. علاوه بر خود درجه آلوف چهار درجه دیگر هم هستند که مشتقات این کلمه می‌باشند. 
در نیروهای دفاعی اسرائیل به درجه‌های سرهنگ دوم، سرهنگ، سرتیپ، سرلشکر و سپهبد، آلوف می‌گویند، که سرهنگ‌دوم: اسگن آلوف، سرهنگ: آلوف میشنی، سرتیپ: تات آلوف، سرلشکر: آلوف و سپهبد: راو آلوف گفته می‌شود. آنها در ترکیب باهم پنج مقام ارشد ارتش اسرائیل را تشکیل می‌دهند. به جز در موارد نظامی آلوف در موردی غیرنظامی هم استفاده دارد که آن ورزش است و این کلمه در آنجا معنی قهرمان را می‌دهد.
لقب آلوف در نیروهای دفاعی اسرائیل، معادل القاب سردار و امیر در نیروهای مسلح ایران است، که از درجه سرتیپ دوم به بالا (سرتیپ‌دوم، سرتیپ و سرلشکر یا دریادار دوم، دریادار و دریابان در نیروی دریایی) مورد استفاده قرار می‌گیرد. این لقب در نیروهای مسلح ایالات متحده آمریکا معادل واژه ژنرال است، که از درجه سرتیپ به بالا و لقب ادمیرال در نیروی دریایی استفاده می‌شود.